# مارتين غوميز
مارتين غوميز (بالإسبانية: Martín Gómez) (23 يناير 1989 في بنما - ) هو لاعب كرة قدم بنمي في مركز الدفاع. شارك مع منتخب بنما تحت 20 سنة لكرة القدم ومنتخب بنما لكرة القدم. أما مع النوادي، فقد لعب مع San Francisco F.C. ‏ وAtlético Chiriquí ‏.

## وصلات خارجية
- مارتين غوميز على موقع قاعدة بيانات كرة القدم.إي يو (الإنجليزية)
- مارتين غوميز على موقع ناشيونال فوتبول تيمز (الإنجليزية)
- مارتين غوميز على موقع Soccerway.com (الإنجليزية)
- مارتين غوميز على موقع AS.com (الإسبانية)